# Юсупов, Хамит Габбасович
 Хамит Габбасович Юсупов (15 июня 1917, Нигматуллино, Уфимская губерния — 21 января 1993, Набережные Челны, Татарстан) — бульдозерист конторы строймеханизации управления по строительству Салаватского нефтехимического комбината, Герой Социалистического Труда (1958). Участник Великой Отечественной войны.

## Биография
Хамит Габбасович Юсупов родился 15 мая 1917 года в с. Нигаметуллино Белебеевского уезда Уфимской губернии.
Трудовую деятельность начал в 1933 году трактористом в совхозе «Раевский» Альшеевского района. В 1938—1946 годах служил в рядах Красной Армии, участвовал в Великой Отечественной войне. С 1946 г. работал бульдозеристом управления по строительству Салаватского нефтехимического комбината.
За первые три года шестой пятилетки (1956—1960) X. Г. Юсупов подготовил котлованы для фундаментов зданий ремесленного училища, средней школы № 4, хлебозавода, санитарного городка комбината и жилых кварталов г. Салавата.
Хамит Габбасович отличился при строительстве Салаватского нефтехимического комбината (ОАО «Газпром нефтехим Салават»). С января 1958 г. X. Г. Юсупов работал на бульдозере С-80 без единого ремонта, выработал 2500 моточасов. Ежедневно плановое задание выполнял на 150—180 процентов.
За выдающиеся успехи, достигнутые в строительстве и производстве строительных материалов, Указом Президиума Верховного Совета СССР от 9 августа 1958 г. X. Г. Юсупову присвоено звание Героя Социалистического Труда.
С 1972 года он работал в производственном объединении «КамГЭСэнергострой» в г. Набережные Челны Татарской АССР. На пенсии с 1977 года.
Юсупов Хамит Габбасович умер 21 января 1993 года в г. Набережные Челны.

## Награды
- Герой Социалистического Труда (1958)
- Награждён орденом Ленина (1958)
- Орден Отечественной войны II степени (06.04.1985)[3]
- Медаль «За отвагу» (31.08.1944)[4]